# سید تابرلی
سید تابرلی (انگلیسی: Sid Taberlay؛ زادهٔ ۱۹۸۰ (۴۴–۴۵ سال)) دوچرخه‌سوار اهل استرالیا است.